# ケイト・スペード・ニューヨーク
ケイト・スペード・ニューヨークは、1993年1月にケイト・スペードとアンディ・スペードによって設立された、アメリカ合衆国の高級ファッションブランド。2017年に、この会社はタペストリー（旧コーチ）によって買収された。